# Le Corsaire rouge
 (mai 2023).
Si vous disposez d'ouvrages ou d'articles de référence ou si vous connaissez des sites web de qualité traitant du thème abordé ici, merci de compléter l'article en donnant les références utiles à sa vérifiabilité et en les liant à la section « Notes et références ».
 (mai 2023).
La mise en forme du texte ne suit pas les recommandations de Wikipédia : il faut le « wikifier ».
Les points d'amélioration suivants sont les cas les plus fréquents. Le détail des points à revoir est peut-être précisé sur la page de discussion.
- Les titres sont pré-formatés par le logiciel. Ils ne sont ni en capitales, ni en gras.
- Le texte ne doit pas être écrit en capitales (les noms de famille non plus), ni en gras, ni en italique, ni en « petit »…
- Le gras n'est utilisé que pour surligner le titre de l'article dans l'introduction, une seule fois.
- L'italique est rarement utilisé : mots en langue étrangère, titres d'œuvres, noms de bateaux, etc.
- Les citations ne sont pas en italique mais en corps de texte normal. Elles sont entourées par des guillemets français : « et ».
- Les listes à puces sont à éviter, des paragraphes rédigés étant largement préférés. Les tableaux sont à réserver à la présentation de données structurées (résultats, etc.).
- Les appels de note de bas de page (petits chiffres en exposant, introduits par l'outil «  Source ») sont à placer entre la fin de phrase et le point final[comme ça].
- Les liens internes (vers d'autres articles de Wikipédia) sont à choisir avec parcimonie. Créez des liens vers des articles approfondissant le sujet. Les termes génériques sans rapport avec le sujet sont à éviter, ainsi que les répétitions de liens vers un même terme.
- Les liens externes sont à placer uniquement dans une section « Liens externes », à la fin de l'article. Ces liens sont à choisir avec parcimonie suivant les règles définies. Si un lien sert de source à l'article, son insertion dans le texte est à faire par les notes de bas de page.
- La présentation des références doit suivre les conventions bibliographiques. Il est recommandé d'utiliser les modèles {{Ouvrage}}, {{Chapitre}}, {{Article}}, {{Lien web}} et/ou {{Bibliographie}}. Le mode d'édition visuel peut mettre en forme automatiquement les références.
- Insérer une infobox (cadre d'informations à droite) n'est pas obligatoire pour parachever la mise en page.

Pour une aide détaillée, merci de consulter Aide:Wikification.
Si vous pensez que ces points ont été résolus, vous pouvez retirer ce bandeau et améliorer la mise en forme d'un autre article.
Ne doit pas être confondu avec Le Corsaire rouge (film).
Le Corsaire Rouge (The Red Rover) est un roman d'aventures maritimes de James Fenimore Cooper publié pour la première fois à Paris le 27 novembre 1827 et à Londres trois jours plus tard. Il ne fut publié aux États-Unis que le 9 janvier 1828, à Philadelphie.

## Contexte historique
Le roman se déroule en 1759 aux États-Unis, il commence sur l'île Aquidneck (Rhode Island), dans le port de la ville de Newport. il se poursuit en mer en direction de la province de la Caroline, puis à proximité des îles Bahamas.
Au début du premier chapitre, l'auteur décrit lui-même le contexte historique ainsi : " La date que nous venons de citer était une période chargée de l'intérêt le plus profond pour les possessions britanniques sur ce continent. Une guerre sanglante et vindicative, qui avait été commencée dans la défaite et la disgrâce, était sur le point de se terminer par un triomphe. La France est privée de ses dernières possessions sur le continent, tandis que l'immense région qui s'étend entre la baie d'Hudson et les territoires de l'Espagne se soumet au pouvoir de l'Angleterre. [...] Notre propos actuel nous ramène à la période de calme qui a précédé la tempête de la Révolution. Dans les premiers jours du mois d'octobre 1759, Newport, comme toute autre ville d'Amérique, était remplie d'un sentiment mêlé de chagrin et de joie. Les habitants pleuraient la chute de Wolfe alors qu'ils triomphaient de sa victoire. Québec, la place forte du Canada, et la dernière place d'importance tenue par un peuple qu'on leur avait appris à croire être leurs ennemis naturels, venait de changer de maître. Cette loyauté envers la Couronne d'Angleterre [...] était alors à son apogée."

## RésuméNewport, la rencontre
Lors d'un séjour à Newport, Harry Wilder observe dans le port un navire qui l'intéresse beaucoup : le Dauphin. Il décide d'essayer d'obtenir une place sur ce bateau pour lui et ses deux amis, Dick Fid et Scipion l'Africain, un marin noir. Sa détermination est renforcée par la rencontre d'un étranger qui le met au défi de gagner une place à bord. De nuit, les trois hommes s'approchent du navire à l'ancre. Appelé par un marin sur le pont, Wilder monte à bord et y apprend qu'il est attendu par le capitaine. Le capitaine n'est autre que le mystérieux étranger moqueur que Wilder a rencontré l'après-midi en ville. Avant que Wilder ne s'engage comme membre de l'équipage, le capitaine lui révèle la véritable nature du navire et admet être le très  redouté Corsaire Rouge. Wilder, ex-officier de la marine britannique, se voit confier le poste de commandant en second. Il persuade le capitaine d'engager également Dick et Scipion, puis retourne à terre pour régler ses affaires en ville en laissant ses deux amis à bord du Dauphin.
La Royale Caroline, la mutinerie et le naufrage
Au même moment, la Royale Caroline, un navire marchand faisant commerce entre les colonies et l'Angleterre, se trouve dans le port intérieur, prêt à embarquer le jour suivant. Deux femmes, Gertrude Grayson et sa gouvernante, Mrs. Wyllys, doivent prendre le bateau pour Charleston, où habite Gertrude. Wilder les rencontre par hasard et tente de les dissuader de s'embarquer sur la Royale Caroline. Il laisse entendre que ce navire n'est pas sûr, mais ses paroles sont discréditées par un vieux marin. Elles décident d'embarquer malgré les avertissements de Wilder. Le capitaine de la Royale Caroline s'étant cassé la jambe, il faut lui trouver un nouveau capitaine sur le champ. Le Corsaire Rouge envoie un message ordonnant à Wilder de proposer ses services.
Dès son départ, la Royale Caroline enchaîne les difficultés. Peu après avoir quitté le port, on aperçoit un navire à l'horizon qui semble les suivre à distance. Pour le distancer, Wilder met toutes voiles dehors, malgré le temps menaçant. Une tempête s'abat sur le navire qui finit par sombrer dans une mer agitée. Lorsque Wilder donne l'ordre d'actionner les pompes, les membres de l'équipage refusent et abandonnent le navire en perdition. Il ne reste plus que Wilder et les deux femmes à bord de la Royale Caroline en détresse. Espérant gagner la terre ferme, ils réussissent à mettre une chaloupe à la mer, mais le vent les emporte au large. Repérés par la Dauphin, ils sont accueillis à son bord.
A bord du Dauphin
Une fois sur le Dauphin, il faut peu de temps à Gertrude et Mrs. Wyllys pour qu'elles comprennent la situation, en dépit de la galanterie qui leur est réservée. Dick Fid raconte aux deux femmes et au Corsaire Rouge l'histoire de Harry Wilder, expliquant ainsi l'affection que Wilder, Dick et Scipion se portent mutuellement. Quelque vingt-quatre années plus tôt, Dick et Scipion ont trouvé Harry, alors enfant et une femme mourante, apparemment sa nourrice, seuls à bord d'un navire en perdition. Après la mort de la femme, les deux marins se sont occupés du garçon. Ils n'avaient qu'un seul indice pour retrouver les parents de l'enfant, le nom "Ark of Lynnhaven" écrit sur un seau du navire que Dick s'est fait tatouer sur le bras par Scipion. Ne trouvant aucun navire de ce nom inscrit dans les registres portuaires, ils ont abandonné la recherche des parents de l'enfant.

## Personnages
- Harry Wilder, jeune officier de marine, héros du roman, qui prend le commandement de la Royale Caroline.
- Le Corsaire Rouge, commandant le Dauphin.
- Gertrude Grayson, fille du général Grayson qui embarque à Newport (Rhode Island) sur la Royale Caroline afin de retrouver son père en Caroline.
- Mrs. Wyllys, gouvernante de Gertrude Grayson.
- Hector Homespun, tailleur de Newport, embarqué contre son gré à bord du Dauphin.
- Richard (Dick) Fid et Scipion l'Africain, matelots et amis d'Harry Wilder.